# Yánnis Kiourtsákis
Yánnis Kiourtsákis (en grec moderne : Γιάννης Κιουρτσάκης, né le 6 août 1941 à Athènes) est un écrivain grec.

## Biographie
Après des études de droit à Paris où il vit une dizaine d’années, il devient essayiste, romancier et traducteur et se fait connaître par Le Dicôlon, édité en 1995 chez Verdier, évoquant son enfance et adolescence. Son second roman autobiographique, Double Exil, retrace sa jeunesse de ses dix-huit ans jusqu'au début de la rédaction de Le Dicôlon. 
Citant Rainer Maria Rilke, Fiodor Dostoïevski et la culture populaire de son pays parmi ses principales influences, son œuvre littéraire gravite autour des thèmes de l'exil et de l'identité. 
La revue L'Atelier du Roman lui a consacré un numéro en février 2011.
En 2017, l'Académie française lui remet la médaille de vermeille du prix du rayonnement de la langue et de la littérature françaises.
En France, il est élevé au rang de Chevalier des arts et des lettres .

## Œuvres
- Hellēnismos kai Dysē sto stochasmo tou Sepherē, 1979
- Prophorikē paradosē kai homadikē dēmiourgia : to paradeigma tou Karankiozē, 1983
- Karnavali kai Karankiozēs : hoi rizes kai hoi metamorphōseis tou laikou geliou, 1985
- To provlēma tēs paradosēs, 1989
- San mythistorēma : to idio kai to allo, 1995
- Emeis hoi alloi : to idio kai to allo, 2000
- Le Dicôlon : une histoire grecque, Verdier, 2011
- Double Exil, Verdier, 2014[2]
- Chercher dans l’exil sa patrie, 2015 (non traduit)
- Le miracle et la tragédie, Cambourakis, 2021